# Skittles
Skittles je značka ovocných žvýkacích bonbónů, vyráběných od roku 1974. Původně britskou značku vlastní od roku 2008 americká firma Wrigley Company, která je divizí firmy Mars. Bonbóny mají tvrdé, cukernaté skořápky, které jsou označeny velkým písmenem S. Jádro bonbónů obsahuje cukr, kukuřičný sirup, hydrogenovaný olej z palmových jader spolu s ovocnou šťávou, kyselinu citronovou, a také přírodní a umělé příchutě. Skittles se prodávají v různých příchuťových kolekcích jako například Tropical či Lesní plody.
| Nutriční hodnoty Skittles / 100 g | Nutriční hodnoty Skittles / 100 g |
| --------------------------------- | --------------------------------- |
| Energetická hodnota               | 1680 kJ (400 kcal)                |
| Karbohydráty                      | 90,7 g                            |
| Cukry                             | 75,6 g                            |
| Vláknina                          | 0 g                               |
| Tuky                              | 4,4 g                             |
| Nasycené tuky                     | 3,9 g                             |
| Transmastné kyseliny              | 0 g                               |
| Bílkoviny                         | 0 g                               |
| Vitamín A                         | 0 mg (0 %)                        |
| Vitamín B                         | 66,7 mg (111 %)                   |
| Vápník                            | 0 mg (0 %)                        |
| Železo                            | 0 mg (0 %)                        |
| Sodík                             | 15,1 mg (1 %)                     |

## Historie a přehled
Skittles se začaly vyrábět a prodávat v roce 1974 v Británii. V Severní Americe byla společnost poprvé představena jako dovozce cukrovinek v roce 1979. V roce 1982 se začaly Skittles vyrábět ve Spojených státech. Od roku 2015 mezi největší výrobce této cukrovinky patří pobočka v České republice v Poříčí nad Sázavou. Od roku 2017 se provádí druhé velké rozšíření výrobních linek, které bude dokončeno roku 2019 až 2020.
2. března 2009 Skittles zahájily své on-line marketingové kampaně, kde se jejich oficiálních webové stránky staly rozcestníkem pro početné aktivity na sociálních sítích. Mezi nejúspěšnější aktivity se zařadil oficiální YouTube kanál, Facebook profil nebo Twitter účet. Tyto aktivity byly oceněny především fanoušky sociálních médií.

## Druhy
Skittles se vyrábějí v široké škále příchutí a barev, včetně kyselé odrůdy. Skittles na Facebooku nedávno[kdy?] naznačily, že do světa vypustí novou příchuť; upozorňovaly na to například statusem: "Zamykám se v Duhové kuchyni, dokud neuvidím nějaké výsledky!". Poslední oznámení na Facebooku obsahovalo potvrzení o úspěšném stvoření nové příchuti.[kdy?]
Skittles se v začátkem roku 2017 vyrábělo i v bíločerném provedení.